# 帕哈杜AC
帕哈杜竞技俱乐部（阿拉伯語：نادي أتليتيك بارادو，Paradou AC） 是位于阿尔及利亚首都阿尔及尔的足球俱乐部。球队的主体育场为奥哈·马哈马迪体育场（Omar Hammadi Stadium）。
俱乐部在1994年从海德拉竞技青年队中分离出的球队，俱乐部队服色为蓝色和黄色。球队的荣誉包括2004/05赛季的阿尔及利亚第二级联赛冠军。

## 球队荣誉
- 阿尔及利亚国家锦标赛乙组 : 
  - 2005年